# Семенов Георгій Гнатович
Георгій Гнатович Семе́нов (6 вересня 1912, Макіївка, Область Війська Донського, Російська імперія — 7 листопада 1982, Кіровоград, УРСР, СРСР) — український радянський актор.  Народний артист Української РСР (1973).

## Біографія
Народився 24 серпня [6 вересня] 1912 року в місті Макіївці (тепер Донецька область, Україна). Навчався в Ленінградському технікумі сценічних мистецтв. З 1929 року працював у театрах Артемівська, Києва, Павлодара, Миколаєва, Хмельницького, Кіровограда. У 1940—1952 роках і з 1959 року — в Кіровоградському українському музично-драматичномц театрі імені М. Л. Кропивницького.
Помер в Кіровограді 7 листопада 1982 року.

## Ролі
Серед ролей в театрі:
- Микола Задорожний («Украдене щастя» Франка);
- Мартин Боруля («Мартин Боруля» Карпенка-Карого);
- Микита («Дай серцю волю, заведе в неволю» Кропивницького);
- Галушка («В степах України» Корнійчука);
- Тарас Бульба («Тарас Бульба» М. Гоголя);
- Расплюєв («Весілля Кречинського» Сухово-Кобиліна);
- Лір («Король Лір» Шекспіра).

Знімався в кіно:
- Пилип Рева, колгоспник («Солдатка», 1959);
- священник («Сон», 1964);
- в епізоді («Родина Коцюбинських», 1970);
- Петро Григорович Моісеєнко, голова колгоспу «Світанок» («Два дні на початку грудня», 1981);
- Ковалло («Народжені бурею», 1981)[1].

## Відзнаки
- Народний артист УРСР з 1973 року;
- нагороджений орденом «Знак Пошани».